# Afarowie
Afarowie (inaczej Danakilowie) (amhar. Adal, arab. Danakil) – afrykańska rdzenna ludność kuszycka, zamieszkująca tereny tzw. Rogu Afrykańskiego – północno-wschodnią Etiopię, Dżibuti i Erytreę o ponad milionowej populacji. Język Afarów, afar-saho, należy do kuszyckiej grupy językowej.
Prawdopodobnie Afarowie zamieszkiwali pierwotnie wyżyny południowo-wschodniej Etiopii, zajmując następnie podczas pasterskich wędrówek pustynne tereny Kotliny Danakilskiej (Afar), od którego nazwy pochodzi określenie nadane im przez sąsiednie ludy.
Afarowie są nominalnie muzułmanami (konwertowani na islam od X wieku na skutek kontaktów z Arabami), jednak na ich praktyki religijne widoczny wpływ mają starsze wierzenia, właściwe ludności kuszyckiej. Tradycyjnym zajęciem Afarów było koczownicze pasterstwo (hodowla kóz i wielbłądów, rzadziej bydła). W dolinach okresowych rzek zakładali oni półstałe osady, opuszczane na czas pasterskich wędrówek w poszukiwaniu wody. Częste klęski suszy spowodowały odchodzenie od pasterstwa i osiedlanie się w ośrodkach miejskich. Obecnie Afarowie mieszkający na wybrzeżu zajmują się także rybołówstwem, a w okolicach nieco żyźniejszych (np. oazy Assau) również rolnictwem. W niektórych rejonach trudnią się ponadto pozyskiwaniem i handlem solą (np. okolice jeziora Asal).
Struktura społeczna wśród Afarów jest ściśle hierarchiczna, oparta na rodach patrylinearnych z występującą poligynią (podobnie jak u sąsiednich ludów). Społeczność podzielona jest na dwie klasy: posiadaczy ziemskich, tzw. asaimara („czerwoni”) czyli klasa panująca, oraz stojących niżej w hierarchii – dzierżawców, tzw. adoimara („biali”) czyli klasa robotnicza. Prawo zwyczajowe surowo karze cudzołóstwo oraz zabójstwo, sankcjonuje natomiast istnienie tzw. krwawej zemsty.